# Andrew Holness
Andrew Michael Holness (n. Spanish Town, 21 de juliol de 1972) és un polític jamaicà, que exerceix com a primer ministre del seu país des del 3 de març de 2016 després de les eleccions generals del 25 de febrer, i prèviament des d'octubre de 2011 fins al 5 de gener de 2012. Va ser la persona més jove a ocupar aquest càrrec en la història de Jamaica, sent el novè primer ministre des de la independència. Anteriorment va ser ministre d'educació entre 2007 i 2011.
Va succeir a Bruce Golding com a líder de Partit Laborista de Jamaica així com en el càrrec de primer ministre el 23 d'octubre de 2011, convertint-se en la novena persona a ocupar el més alt càrrec jamaicà. Com a primer ministre va decidir mantenir la cartera d'educació sota el seu càrrec.